# Kathedrale von Verdun
Die Kathedrale von Verdun (Basilique-Cathédrale de Notre-Dame), Bischofskirche des römisch-katholischen Bistums Verdun, steht auf einem Felsvorsprung in der lothringischen Stadt Verdun. Sie ist die älteste Kathedrale Lothringens und das größte im Kern romanische Gebäude im Osten Frankreichs. Seit 1906 ist sie als Monument historique gelistet.

## Geschichte und Architektur

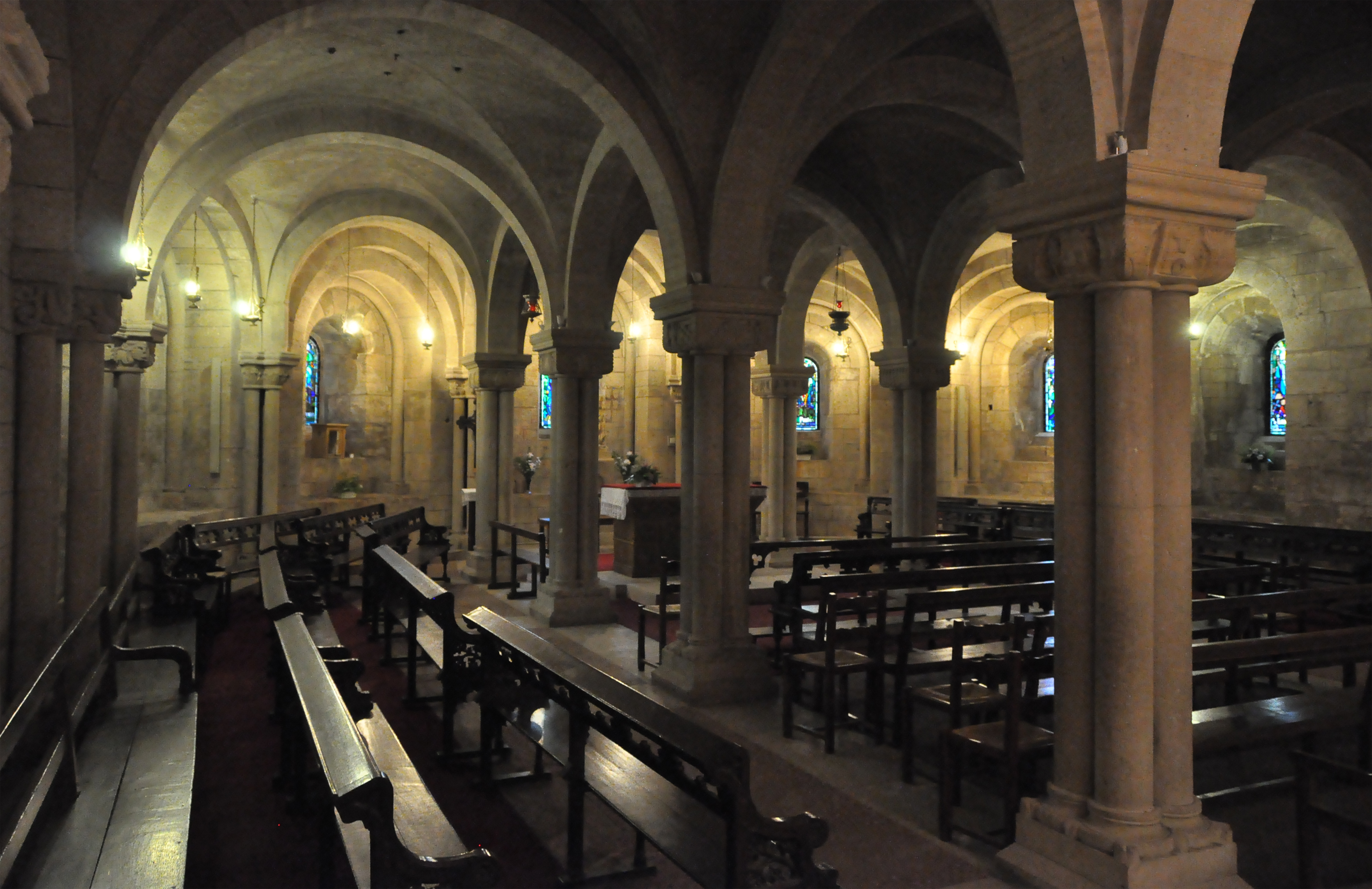
Romanische Krypta

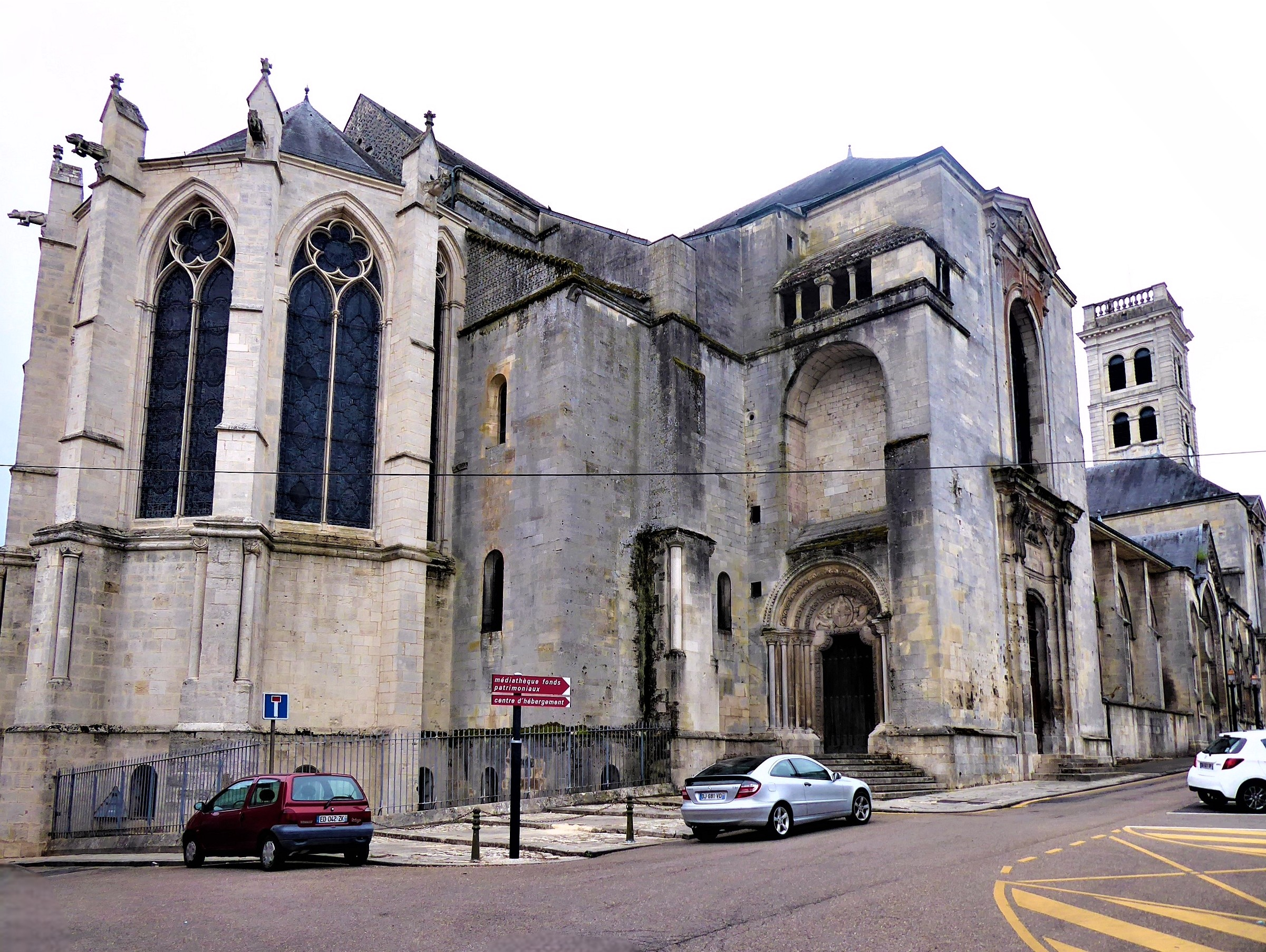
Ansicht von Nordosten. Gotischer Chor und romanisches Querhaus

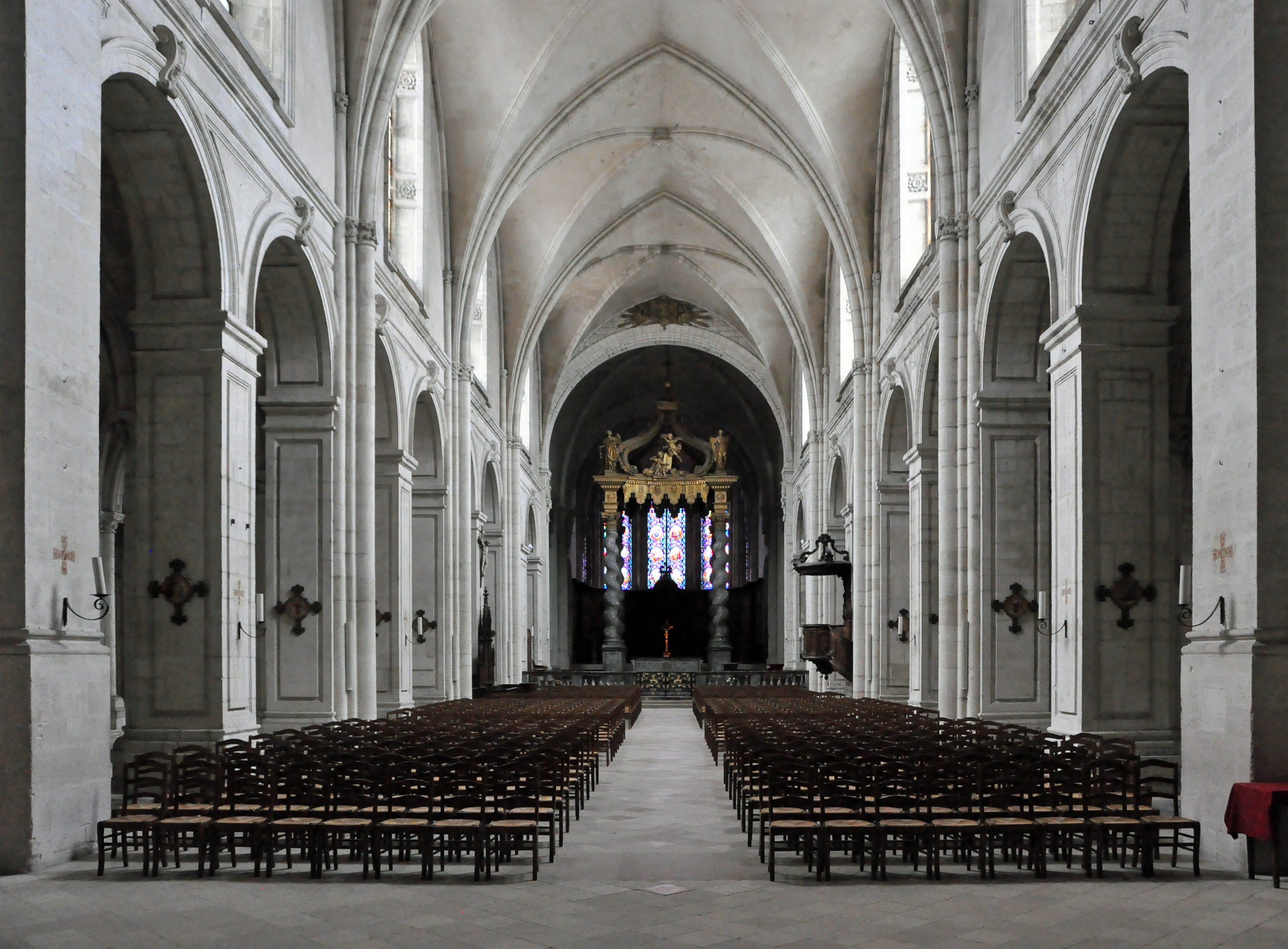
Mittelschiff nach Osten

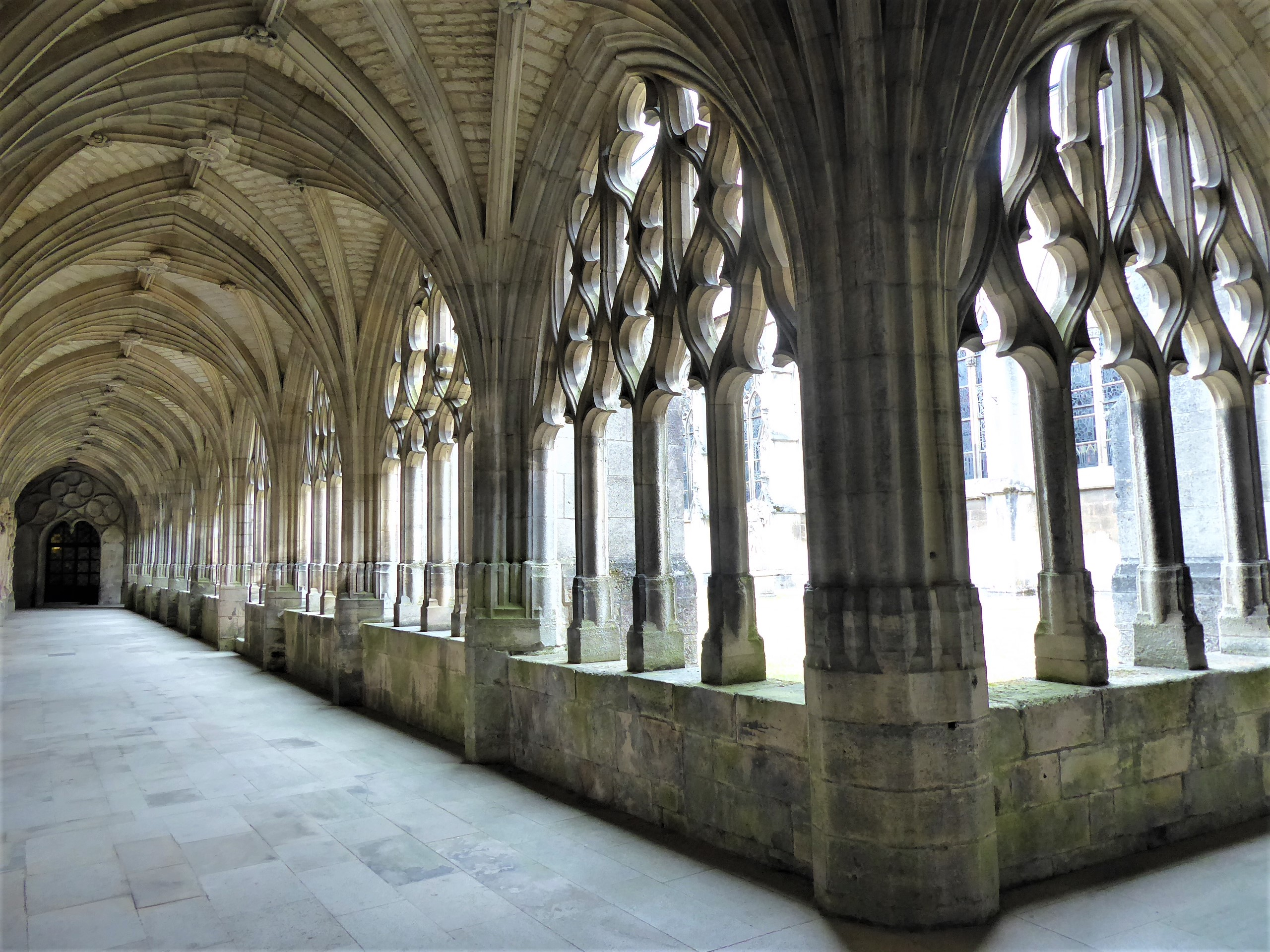
Kreuzgang

Verdun ist seit dem 4. Jahrhundert Bischofssitz. Im 10. Jahrhundert brannte die damalige Domkirche ab und verlor dabei den größten Teil ihrer Bücher. Diese frühe Kirche hieß schon Notre-Dame de Verdun, lateinisch Sanctae Mariae in Virduno und hatte bereits eine unterirdische Krypta mit einem Marienaltar. Den Bau der heutigen Kathedrale veranlasste Bischof Haimo um 990. In einer Bauzeit von rund 150 Jahren, unterbrochen von einem Brand im Jahr 1047, entstand eine Basilika im Stil der rheinischen Romanik mit zwei Chören, zwei Querhäusern, zwei Krypten und vier Türmen. Der östliche Chor wurde im 12. Jahrhundert fertiggestellt. Er wird von zwei Portalen flankiert, dem Johannes- und dem Löwenportal, die mit ihren westlichen Gegenstücken die vier Evangelisten symbolisieren. Am 11. November 1147 wurde die Kathedrale von Papst Eugen III. geweiht.
Im Verlauf des 14. und 15. Jahrhunderts wurde die flache Holzdecke des 94 Meter langen Langhauses durch Steingewölbe ersetzt sowie die Seitenschiffe mit einem neuen Dach versehen, die Fenster vergrößert und das Innere mit Fresken verziert. Zudem wurde das Bauwerk mit gotischen Seitenkapellen erweitert. Im 16. Jahrhundert wurde der vermutlich frühromanische alte Kreuzgang durch einen Neubau im Flamboyant-Stil ersetzt.
Am 2. April 1755 zerstörten ein Blitzeinschlag und das folgende Großfeuer die Dächer und Türme der Kathedrale. Bei der Wiederherstellung ab 1760 wurden nur zwei der vier Türme wiedererrichtet, nun im Stil des französischen klassizistischen Barock. Im gleichen Stil wurden die beträchtlichen Schäden am Langhaus behoben und die Innenausstattung erneuert. Aus dieser Zeit stammt auch das Altarziborium nach dem Vorbild des Petersdoms in Rom.
Im Ersten Weltkrieg beschädigten zahlreiche Granatentreffer die Kathedrale. Die Restaurierung dauerte von 1920 bis 1935. Dabei wurde die barocke Innenausstattung größtenteils entfernt. Die Krypta, bis dahin zugeschüttet, wurde wieder freigelegt und erhielt moderne Säulenköpfe, die u. a. Kampfszenen aus der Zeit von 1914 bis 1918 darstellen.
1947, 800 Jahre nach ihrer Weihe, verlieh Papst Pius XII. Notre-Dame de Verdun den Titel einer Basilica minor. Die Jahrtausendfeier ihrer Gründung wurde im Jahr 1990 mit großen kirchlichen und kulturellen Veranstaltungen begangen.

## Orgel

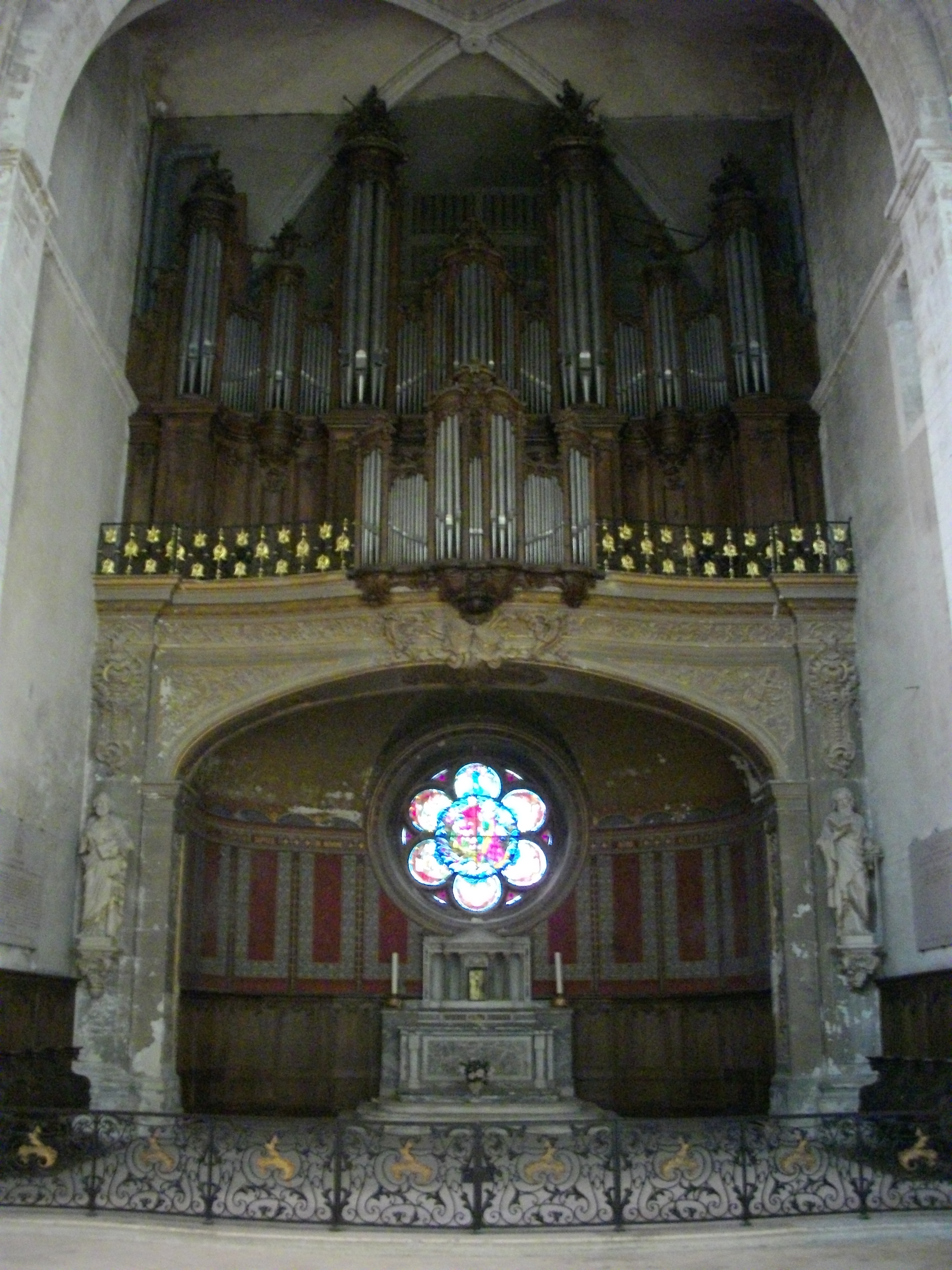
Blick auf die Orgel

Die große Orgel wurde 1935 von der Orgelbaufirma Jacquot erbaut und von Marcel Dupre eingeweiht. Sie hat 64 Register auf vier Manualwerken und Pedal. Die Spiel- und Registertrakturen sind elektro-pneumatisch.
| I Grand Orgue C–c4 |       |
| Montre             | 16′   |
| Bourdon            | 16′   |
| Montre             | 8′    |
| Bourdon            | 8′    |
| Flûte Harmonique   | 8′    |
| Prestant           | 4′    |
| Fugara             | 4′    |
| Quinte             | 2 ⁄3′ |
| Doublette          | 2′    |
| Cornet V           |       |
| Fourniture IV      |       |
| Basson             | 16′   |
| Trompette          | 8′    |
| Clairon            | 4′    |

| II Positif expressif C–c4 |       |
| Principal                 | 8′    |
| Bourdon                   | 8′    |
| Grosse Flûte              | 8′    |
| Diapason                  | 8′    |
| Salicional                | 8′    |
| Unda Maris                | 8′    |
| Flûte                     | 4′    |
| Quinte                    | 2 ⁄3′ |
| Flageolet                 | 2′    |
| Piccolo                   | 1′    |
| Clarinette                | 16′   |
| Clarinette                | 8′    |
| Cromorne                  | 8′    |
| Voix Humaine              | 8′    |
| Trémolo                   |       |

| III Récit expressif C–c4 |        |
| Quintaton                | 16′    |
| Cor de Nuit              | 8′     |
| Flûte traversière        | 8′     |
| Gambe                    | 8′     |
| Voix Céleste             | 8′     |
| Flûte                    | 4′     |
| Nazard bouché            | 2 ⁄3′  |
| Octavin                  | 2′     |
| Tierce                   | 1 3⁄5′ |
| Plein-Jeu III            |        |
| Bombarde                 | 16′    |
| Trompette                | 8′     |
| Clairon                  | 4′     |
| Basson-Hautbois          | 8′     |
| Trémolo                  |        |

| IV Bombarde C–c4 |       |
| Stentor          | 16′   |
| Stentor          | 8′    |
| Stentor          | 4′    |
| Quinte           | 2 ⁄3′ |
| Cornet V         |       |
| Plein-Jeu VI     |       |
| Bombarde         | 16′   |
| Trompette        | 8′    |
| Clairon          | 4′    |

| Pédale C–g1 |         |
| Acoustique  | 32′     |
| Flûte       | 16′     |
| Bourdon     | 16′     |
| Quinte      | 10 2⁄3′ |
| Flûte       | 8′      |
| Bourdon     | 8′      |
| Violon      | 8′      |
| Quinte      | 5 1⁄3′  |
| Flûte       | 4′      |
| Bombarde    | 32′     |
| Bombarde    | 16′     |
| Trompette   | 8′      |
| Clairon     | 4′      |

- Koppeln: I/I (Sub- und Superoktavkoppeln), II/I, III/I (auch als Sub- und Superoktavkoppeln), III/II, III/III (Sub- und Superoktavkoppeln), IV/I, IV/II, IV/III, I/P, II/P, III/P, IV/P

## Glocken
In den Türmen der Kathedrale hängen insgesamt 19 Glocken aus unterschiedlichen Zeiten und von unterschiedlichen Gießern, 16 davon sind Läuteglocken. Damit ist das Geläut von Verdun nach dem des Straßburger Münsters das größte Glockengeläut Frankreichs. Die drei größten Glocken hängen im Nordturm, die anderen sind im südlichen Turm untergebracht.
| Glocke | Name                             | Gießer                  | Gussjahr | Durchmesser | Gewicht  | Schlagton |
| ------ | -------------------------------- | ----------------------- | -------- | ----------- | -------- | --------- |
| 1      |                                  | Pierre Guillemin        | 1756     | 2065 mm     | ~5300 kg | G°        |
| 2      |                                  | Pierre Guillemin        | 1756     | 186 mm      | ~3800 kg | A°        |
| 3      | Sophie                           | Farnier-Bulteaux        | 1874     | 1625 mm     | 02700 kg | H°        |
| 4      | Florence                         | Farnier-Bulteaux & fils | 1897     | 1472 mm     | ~2010 kg | c′        |
| 5      | Lucie                            | Farnier-Bulteaux        | 1894     | 1318 mm     | ~1360 kg | d′        |
| 6      | Marguerite-Justine               | Farnier-Bulteaux & fils | 1897     | 1171 mm     | ~1000 kg | e′        |
| 7      | Claire                           | Farnier-Bulteaux & fils | 1897     | 1108 mm     | ~850 kg  | f′        |
| 8      | Charlotte                        | Farnier-Bulteaux        | 1877     | 992 mm      | ~600 kg  | g′        |
| 9      | Marcelle                         | Farnier-Bulteaux        | 1877     | 871 mm      | ~400 kg  | a′        |
| 10     | Jeanne                           | Farnier-Bulteaux & fils | 1898     | 825 mm      | ~350 kg  | b′        |
| 11     | Marie                            | Farnier-Bulteaux        | 1874     | 777 mm      | 0305 kg  | h′        |
| 12     | Victorine                        | Farnier-Bulteaux & fils | 1895     | 738 mm      | ~250 kg  | c″        |
| 13     | Marie-Elisabeth de la Visitation | Joseph Granier          | 1955     | 620 mm      | ~140 kg  | d″        |
| 14     | Thérèse                          | Farnier-Bulteaux & fils | 1898     | 584 mm      | ~120 kg  | e″        |
| 15     |                                  | Farnier-Bulteaux & fils | 1898     | 544 mm      | 0~95 kg  | f″        |
| 16     | Félicie                          | Farnier-Bulteaux & fils | 1899     | 490 mm      | 0~70 kg  | g″        |
|        |                                  |                         |          |             |          |           |
| 17     | Maurice                          | Farnier-Bulteaux & fils | 1899     |             |          | a″        |
| 18     | Gustave                          | Farnier-Bulteaux & fils | 1899     |             |          | h″        |
| 19     | Charles                          | Farnier-Bulteaux & fils | 1899     |             |          | c′′′      |